# John Milton

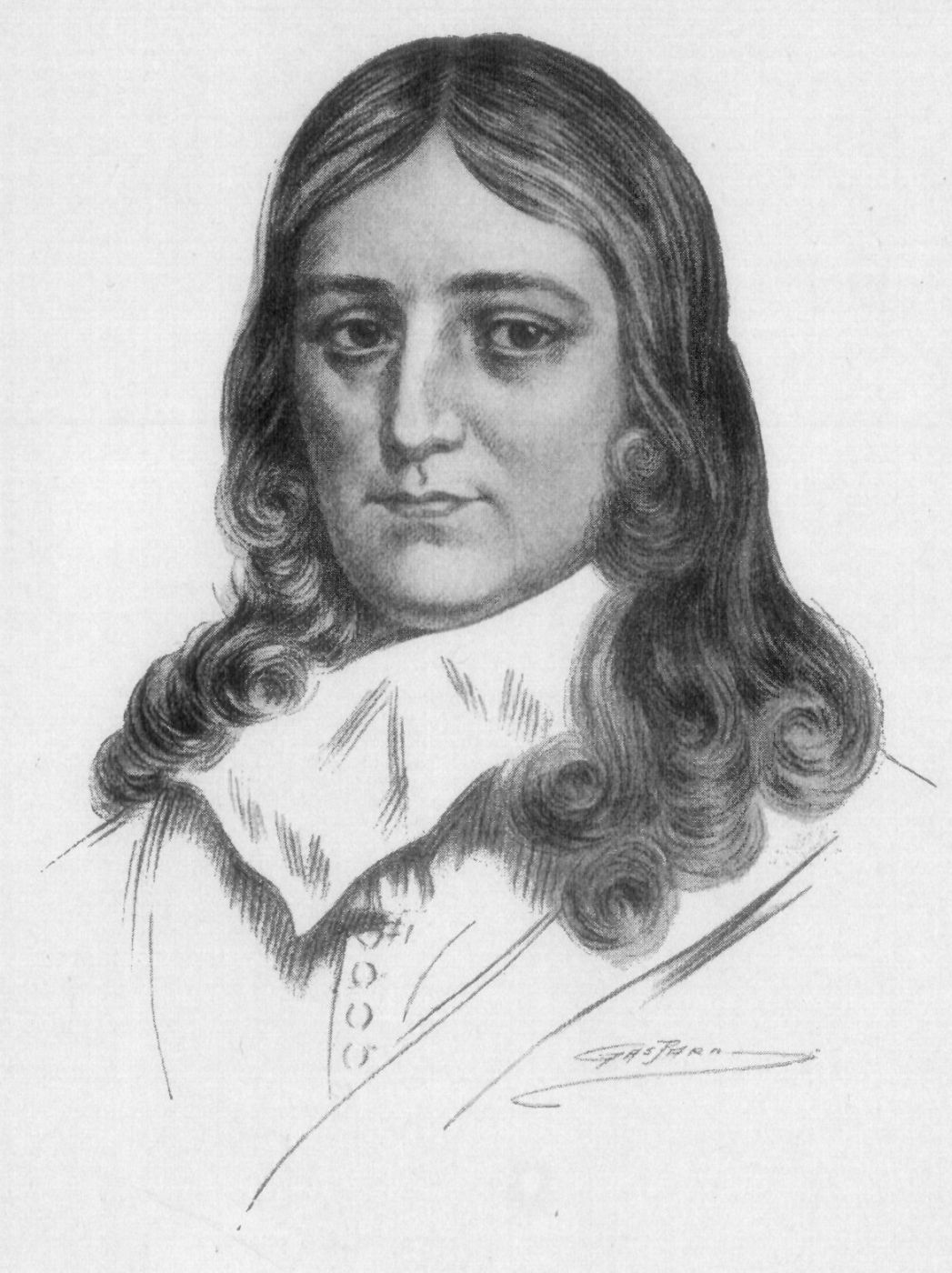
John Milton

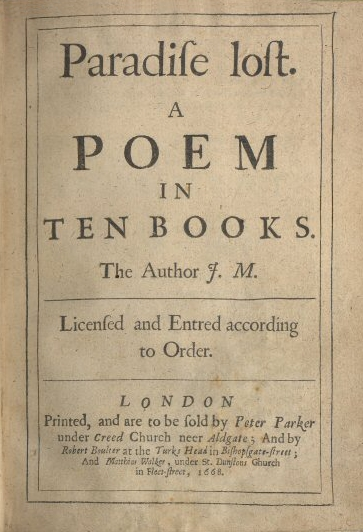
Paradise Lost, 1668

John Milton (* 9. Dezember 1608 in London; † 8. November 1674 in Bunhill bei London) war ein englischer Dichter, politischer Denker und Staatsbediensteter unter Oliver Cromwell.
Milton beschäftigte sich in seinen Gedichten und Prosawerken mit persönlicher Schuld, drückte sein Streben nach Freiheit und Selbstbestimmung aus und behandelte die dringenden Angelegenheiten und politischen Unruhen seiner Zeit. Er schrieb in englischer, lateinischer und italienischer Sprache und wurde schon zu Lebzeiten weltberühmt und einflussreich, aber vor allem wegen seines entschiedenen Eintretens für ein republikanisches Regierungssystem auch umstritten. Seine unter Vorzensur entstandene Areopagitica gehört zu den bedeutendsten Werken für Rede- und Pressefreiheit der Geschichte.
Sein bekanntestes Werk ist das epische Gedicht Paradise Lost (deutsch Das verlorene Paradies). Bis heute ist sein Einfluss in der angelsächsischen Literatur und Kultur sichtbar.

## Leben und Wirken

### Kindheit, Schule und Studium
John Milton wurde 1608 in London als Sohn des Komponisten John Milton (1562–1647) und seiner Ehefrau Sarah Jeffrey geboren. Wegen seines Übertritts zum Protestantismus war sein Vater von dessen katholischen Vater enterbt worden.

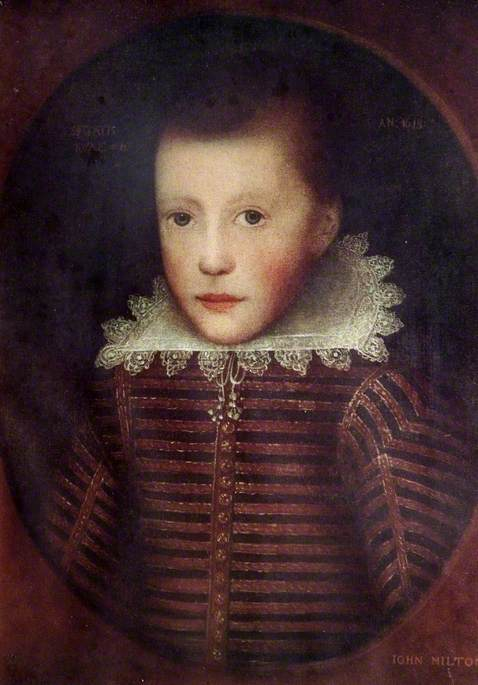
John Milton 1618

Seine Erziehung erhielt John Milton zunächst im puritanischen Elternhaus, wo sein Vater ihn auf ein Literaturstudium vorbereitete, dann in der Schule von St Paul’s School, bis er 1624 mit fünfzehn Jahren in das Christ’s College der Universität Cambridge aufgenommen wurde.
1632 erwarb er an der Universität Cambridge den Titel eines Master of Arts. Zu dieser Zeit hatte er bereits ausführlich die antiken Klassiker studiert, selbst Dichtungen in englischer und lateinischer Sprache (z. B. Hymn on the Nativity) verfasst und sich mit Geschichte und klassischer Literatur auseinandergesetzt.
Mit den Methoden des Unterrichts an Schulen und Universitäten war er nicht einverstanden. Sie liefen seiner Ansicht nach lediglich auf bloße mechanische Abrichtung hinaus. Ein von seinem Vater vorgeschlagenes Theologiestudium lehnte er mit der Begründung ab, er werde sich nie zu dem Sklavendienst bereitfinden, die Artikel der bischöflichen Kirche zu unterschreiben.

### Jugendwerke

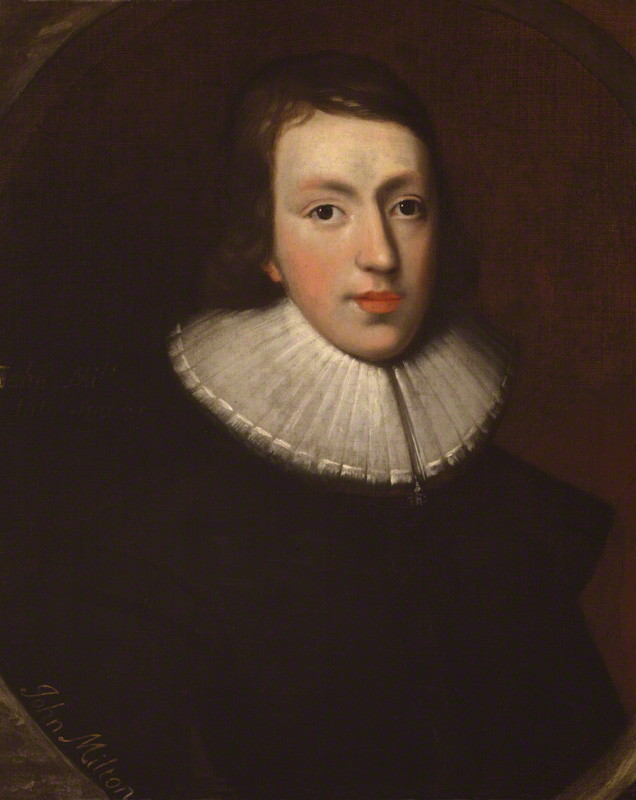
John Milton 1629

Nachdem Milton 1628 Bachelor und 1632 Master of Arts geworden war, verließ er Cambridge, um zu seinem Vater zurückzukehren, der in Horton (Buckinghamshire) einen Landsitz besaß. Dort konnte er seinen Studien weiter nachgehen; er beschäftigte sich vor allem mit Shakespeare und seinen Zeitgenossen, außerdem mit Ben Jonson und schrieb daraufhin den Comus, ein allegorisches Maskenspiel, wie seit Jakob I. am englischen Hof in Mode. Im Comus wird der Sieg der Keuschheit über die Versuchung an einem jungen Mädchen dargestellt, das von den ausgelassenen Geistern der Nacht, Comus und seinem Gefolge, umschwärmt wird.
Ferner entstanden damals die Arcades, die Elegie Lycidas, eine Klage um den Tod eines Freundes, und die berühmten Gedichte L’Allegro („Der Heitere“) und Il Penseroso („Der Gedankenvolle“), beide erst 1645 in den Juvenile Poems erschienen, in denen sich am deutlichsten die damalige Gefühlshaltung Miltons zeigt. Im Allegro besingt er die Schönheit der Literatur und der Erde, der englischen Wälder, der Jagd und bäuerlicher Feste. Doch höher bewertet er im Penseroso das Glück des Denkens, die Einheit von Seele und Welt in der philosophischen Betrachtung, der Allegorie oder der Tragödie und hymnischen Gesängen, die ihn zu einer Vision führen.

### Reisen
Milton war bereits berühmt, als er 1638, vom Tod seiner Mutter erschüttert, eine Reise auf den Kontinent antrat. In Paris verkehrte er mit Hugo Grotius. Anschließend hielt er sich mehrere Jahre in Italien (Florenz, Rom) auf, wo er sich mit den italienischen Epen befasste. In Genf besuchte er seinen besten Freund Charles Diodati († 1638).
Der Ausbruch des Englischen Bürgerkrieges veranlasste ihn zur Rückkehr nach London. Dort war er erfolgreich pädagogisch tätig und wandte dabei andere Methoden an, als er selbst erlebt hatte.

### Politische Abhandlungen
Seine Beteiligung an der politischen und kirchenkritischen Bewegung beginnt mit fünf publizistischen Abhandlungen (Prelatical Episcopacy, Reason of Church etc., 1641 und 1642), in denen Milton sich gegen die bischöfliche Macht in der anglikanischen Kirche wendet. Die Konstantinische Schenkung, welche die weltliche Macht und den Reichtum der Papstkirche gegründet hätte, bezeichnete Milton mit Dantes Worten als „die wahre Büchse der Pandora“. Den Katholizismus beschrieb er in diesen Schriften als eine politische Partei, die unter dem Schein einer Kirche die priesterliche Tyrannei anstrebe. „Die Lehre und die Ausübung der Freiheit waren das Thema seines Lebens.“

### Ehen und Schriften über die Ehescheidung
Mit 35 Jahren heiratete John Milton die 16-jährige Mary Powel, Tochter eines Landadeligen in Oxfordshire. Der Ehe, die von den verschiedenen Lebenskonzepten belastet war, entstammten vier Kinder, Anne (* 7. Juli 1646), Mary (* 25. Oktober 1648), John (16. März 1651 – Juni 1652) und Deborah (* 2. Mai 1652). Drei Tage nach der letzten Entbindung verstarb Mary. Robert Graves schrieb einen Roman über diese Ehe (Wife to Mr. Milton).
Am 12. November 1656 heiratete Milton Katherine Woodcock. Sie starb am 3. Februar 1658, nachdem sie vier Monate zuvor eine Tochter (Katherine) geboren hatte, die aber nach dem Tod der Mutter am 17. März ebenfalls starb. Seine dritte Ehe, am 24. Februar 1663 mit Elizabeth Mynshull (* 1638) eingegangen, endete mit Miltons Tod.
1643 bis 1645 verfasste Milton vier Schriften über die Ehescheidung. Er wollte die Entscheidung über die Trennung einer Ehe nicht Gerichten, sondern dem einzelnen Mann überlassen. Um dieselbe Zeit schrieb Milton, mit der Erziehung der Kinder einiger Freunde beschäftigt, ein Buch über Erziehung, in welchem er einen an klassischer Bildung ausgerichteten Jugendunterricht forderte.

### DieAreopagitica
Mittlerweile hatten die Presbyterianer im „langen Parlament“ die Oberhand gewonnen; sie erwiesen sich noch unduldsamer als die königliche Regierung und beschlossen 1643, dass für den Druck jeder Schrift eine Lizenz eingeholt werden müsse. Gegen diese Politik richtete Milton an das Parlament die Areopagitica (1644), in der er die Pressefreiheit verteidigte.
Die folgenden vier Jahre (1645 bis 1649) arbeitete Milton an einer „Geschichte Englands in der angelsächsischen Epoche“.

### Sekretär des Staatsrats
Als die republikanische Partei an die Macht gelangt war, ernannte ihn das Rumpfparlament im März 1649 zum Sekretär des Staatsrats für die lateinischen Ausfertigungen. Milton bekleidete dieses Amt bis zur Restauration der Monarchie 1660. Miltons Schriften dienten vor allem der Politik Oliver Cromwells (Lordprotektor 1653–1658), von dem er eine Vereinigung aller Protestanten gegen das Haus Habsburg erhoffte.
Sein schon früh nachlassendes Sehvermögen erlosch 1652 ganz.

### Anti-monarchistische Schriften
Milton veröffentlichte 1649 die schon vor dem Tode des Königs begonnene Schrift The Tenure of Kings and Magistrates, eine bedingungslose Rechtfertigung der Hinrichtung Karls I.
Im Gegenzug verfasste der Bischof von Exeter die Schrift Eikon basilike, das Bildnis Seiner geheiligten Majestät in seiner Einsamkeit und Qual. Das anonym erschienene Buch, das er für ein nachgelassenes Werk des Königs ausgab, war bald in 47 Auflagen im gesamten Land verbreitet und wurde sehr populär. Darauf antwortete Milton mit seiner Schrift Eikonoklastes („Bilderstürmer“), worin er den Verfassernamen enthüllte und den Eidbruch des Monarchen geißelte. Diese öffentliche Verfehlung sei wichtiger als private Tugenden.
Daraufhin schrieb der gelehrte Claudius Salmasius die Defensio regia, welche Milton 1651 mit der Defensio pro populo anglicano, einer Schrift, die vom republikanischen Staatsrat in Auftrag gegeben worden war, beantwortete. Darin verteidigt er die Freiheit als ein angeborenes Recht der Völker und spricht der Nation das Recht zu, einen verräterischen Tyrannen zu bestrafen. Dieses Buch fand als politisches Manifest der Puritaner weite Verbreitung. In Paris und Toulouse wurde das Pamphlet vom Henker verbrannt, während das republikanische Parlament den Verfasser mit 1000 Pfund Sterling entlohnte. Milton führt als Präzedenzfälle für die Hinrichtung Karl Stuarts Osiris, Saul, David und die Erhebung des Schmalkaldischen Bundes gegen Karl V. an; der Schwerpunkt seiner Beweisführung liegt aber in seiner naturrechtlichen Doktrin, wonach die Freiheit dem Menschen angeboren ist.
Im Jahr 1660 schrieb er mit The Ready and easy Way to establish a free common Wealth gegen die sich abzeichnende Restauration der Monarchie an. Dabei argumentierte er, um der Freiheit aller willen müsse eine Monarchie mit allen Mitteln verhindert werden, auch wenn sich dabei eine Minderheit über den Mehrheitswillen hinwegsetze. und sprach sich für die Regierung durch „einen permanenten Senat“, also ein nicht durch Neuwahlen unterbrochenes Parlament, aus.

### Leben nach der Restauration
Nach der Restauration der Stuart-Monarchie war Milton seitens der Royalisten und Presbyterianer Verfolgungen ausgesetzt. Am 16. Juni 1660 wurde die Defensio öffentlich durch den Henker verbrannt, und nur der Fürsprache einflussreicher Freunde war es zu verdanken, dass der bereits verhaftete Dichter wieder freikam.
Milton zog sich nun ins Privatleben zurück. Nachdem seine ersten beiden Ehefrauen 1652 bzw. 1658 gestorben waren, ging der 50-jährige hilfsbedürftige Blinde mit drei Kindern auf das Zureden seiner Freunde eine dritte Ehe ein. Am 24. Februar 1663 heiratete er die 25-jährige Elizabeth Mynshull. Über diese Ehe gehen die Meinungen auseinander. Laut John Aubrey war die Ehe trotz des Altersunterschiedes glücklich. Samuel Johnson dagegen behauptet, Elizabeth sei mehr eine „häusliche Bedienstete“ gewesen, und Miltons Neffe Edward Phillips habe ihr vorgeworfen, Miltons Kinder „zu seinen Lebzeiten unterdrückt und nach seinem Tod betrogen“ zu haben.
Miltons Vermögen war bereits im Bürgerkrieg verlorengegangen und sein Haus 1666 im großen Brand von London zerstört worden.

### Paradise LostundParadise Regained

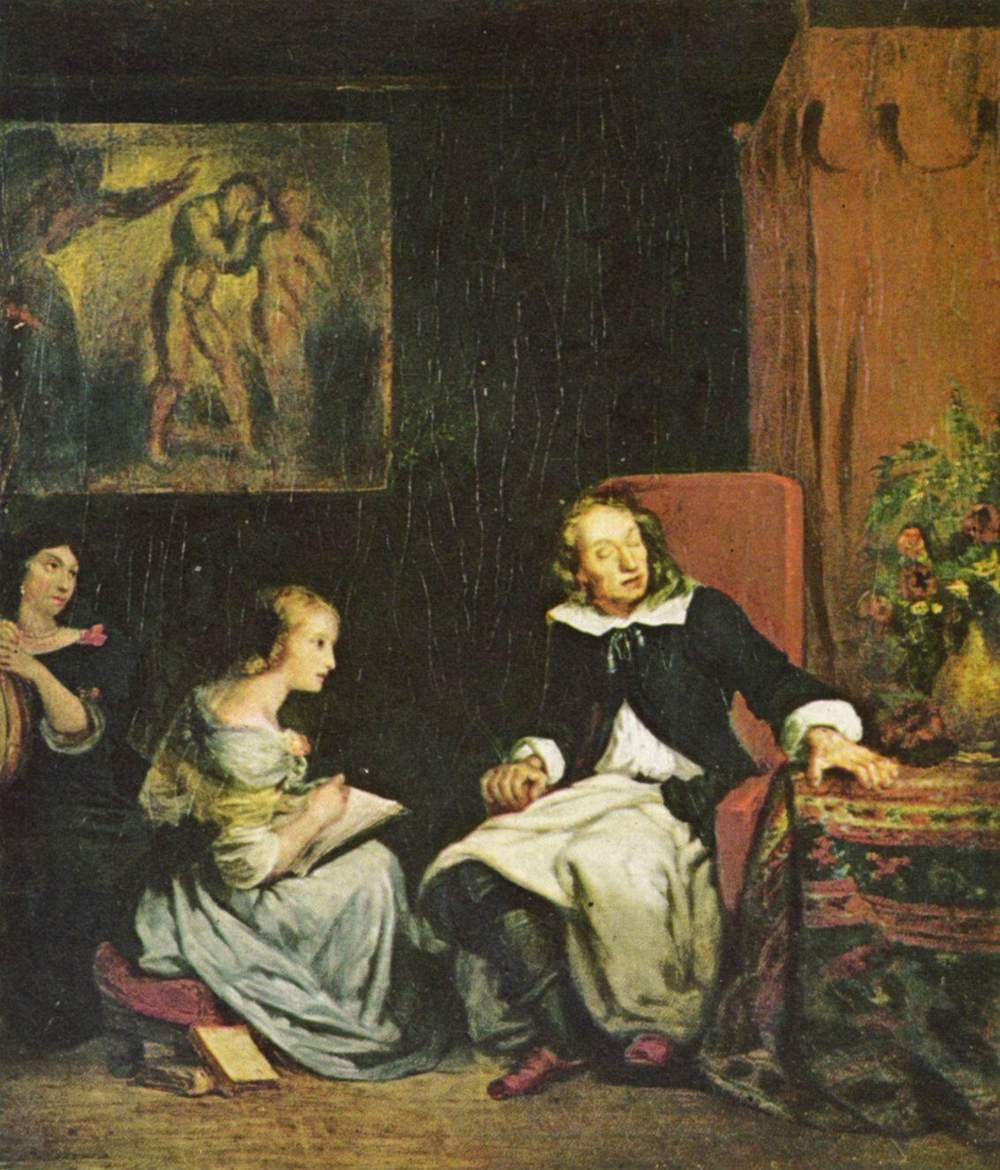
Milton diktiert seinen Töchtern das Paradise Lost, Gemälde von Eugène Ferdinand Victor Delacroix (um 1826)

Milton widmete sich nunmehr erneut der Dichtung und verwirklichte seinen Jugendplan, ein großes Epos zu schaffen. Für sein berühmtestes Werk Paradise Lost (Das verlorene Paradies) fand er erst 1667, zwei Jahre nach seiner Vollendung, einen Verleger. Dieses bedeutende Werk religiöser Dichtung, welches das Ringen zwischen Himmel und Hölle, Gott und Teufel zum Thema hat, übt bis in die Gegenwart erheblichen Einfluss auf Literatur und andere Kulturbereiche aus. Ein Beispiel dafür ist der Film Im Auftrag des Teufels aus dem Jahr 1997. Die Darstellung der Figur des Satans im Vergleich zur relativ blassen, nüchternen Ausarbeitung der Person Gottes gelang John Milton so gut, dass der Dichter William Blake John Milton als »Parteigänger Satans unwissenderweise« bezeichnete: »he was a true Poet and of the Devil’s party without knowing it« (in: The Marriage of Heaven and Hell, 1793). Auf Milton beriefen sich die zeitgenössischen Begründer des »Satanismus«. Im 18. Jahrhundert wurden von Paradise Lost nahezu doppelt so viele Neudrucke wie von Shakespeares Dramen aufgelegt. Für den deutschen Sprachraum ist vor allem die berühmte Übersetzung Johann Jakob Bodmers (1732) von Bedeutung; Friedrich Gottlieb Klopstocks Der Messias ist nahezu undenkbar ohne das Vorbild von Paradise Lost. Im 20. Jahrhundert wird John Milton (respektive seine Dichtung) sowohl scharf angegriffen (T. S. Eliot 1936, später relativiert) als auch euphorisch verteidigt (exemplarisch C. S. Lewis 1942).
Milton hat später Paradise Regained (Das wiedergewonnene Paradies) geschrieben, das die Versuchung Christi in der Wüste zum Stoff hat, erreichte damit aber erheblich weniger Leser.
Eines seiner letzten Werke ist das in griechischer Form geschriebene Trauerspiel Samson Agonistes (1671), das zur Vorlage für Händels Oratorium Samson wurde. Schließlich veröffentlichte er noch einige Prosaschriften, die aber bedeutungslos geblieben sind.
Bis zu seinem Tod arbeitete Milton mit Hilfe von Sekretären an seinem letzten, in Latein verfassten Werk De Doctrina Christiana mit dem Untertitel Eine Streitschrift zur christlichen Lehre, alleinig verfasst anhand der heiligen Schriften. Im Vorwort erklärte er: „Die meisten Verfasser, die dieses Thema in Angriff nahmen … haben für die so wichtige biblische Begründung all dessen, was sie lehren, lediglich Randbemerkungen mit kurzen Hinweisen auf Kapitel und Vers angebracht. Ich habe mich hingegen bemüht, meine Seiten überreich mit zahllosen Zitaten aus allen Teilen der Schriften zu versehen.“ Und so zitiert Milton tatsächlich über 9000 Mal direkt oder indirekt aus der Bibel.
Er starb in ärmlichen Verhältnissen am 8. November 1674 in Bunhill bei London (im heutigen Stadtteil Islington) und wurde in der Kirche St Giles-without-Cripplegate begraben; 1737 setzte man ihm ein Denkmal in der Westminsterabtei.
John Toland, ein irischer Freidenker und früher Aufklärer, veröffentlichte in London 1699 die Gesamtausgabe seiner Werke, einschließlich einer Biographie, was wiederum zu Anfeindungen Anlass gab.

## Rezeptionsgeschichte
Zur Rezeption von Miltons literarischem Werk siehe oben (Paradise Lost und Paradise Regained). Miltons Leben und Denken war tief geprägt von den zeitweise hochdramatischen politischen, konfessionellen und gesellschaftlichen Auseinandersetzungen im England des 17. Jahrhunderts. Seine Schriften greifen in diese Kämpfe ein und suchen sie in die seiner Ansicht nach richtige Richtung zu lenken. In Milton „verkörpern sich alle Toleranzmotive der Zeit in großartiger Einheit. Gewissensfreiheit war ihm christliches und protestantisches Urprinzip und Grundlage aller bürgerlichen Freiheiten. Darum forderte er über Cromwell hinaus völlige Trennung von Staat und Kirche.“ Im 18. Jahrhundert berief sich die Partei der radikalen Whigs (Commonwealthmen) insbesondere auf Miltons und John Lockes liberale Staatstheorien. Obwohl die Partei in England nur wenige Anhänger hatte, waren ihre Ansichten in den nordamerikanischen Kolonien außerordentlich populär. Die amerikanischen Siedler sahen sich durch die radikale Whig-Ideologie ermutigt, sich vom Mutterland, von dem sie sich „versklavt“ fühlten, zu lösen und für unabhängig zu erklären. Dadurch gewann Miltons politisches Denken posthum eine weltgeschichtliche Dimension.
Milton gilt als einer der Vorläufer des modernen Vegetarismus; in einem Buch zum Thema heißt es: „Wieviel Einfluss der Vegetarismus innerhalb der Revolutionsbewegungen der Zeit wirklich hatte, lässt sich schwer herausfinden. Es ist natürlich bekannt, dass etwa der Autor von Paradise Lost, der 'große revolutionäre Dichter John Milton, Vorkämpfer des linken Puritanismus', Vegetarier war - Let herbs to them a bloodless basquet give, dichtete er bereits in einer seiner frühesten Schriften -, leider starben aber viele der Radikalen aus dieser Zeit in der Anonymität“.
Über eine Episode aus Miltons Leben schrieb Gaspare Spontini 1804 eine nach Milton benannte Opéra comique als „Fait historique“.

## Übersicht über die Werke
Sammelbände
- John Milton: Poetical Works. Edited by Douglas Bush, London 1966 (Oxford University Press).
- John Milton: Das verlorene Paradies. Werke, Englisch – Deutsch (enthält: 1. Das verlorene Paradies 2. Das wiedergewonnene Paradies 3. Das Lehnsbesitztum der Könige und Obrigkeiten (frühere Fassungen: „Der (Herrschafts-)Anspruch…“) 4. Areopagitica 5. Samson. 6. weitere Gedichte), übers. von Bernhard Schuhmann, Alexander Schmidt, Immanuel Schmidt, Hermann Ulrich u. a. Zweitausendeins Frankfurt & Buch 2000, Affoltern (Lizenz Wunderkammer, Neu-Isenburg) 2008, ISBN 978-3-86150-706-2.
- Elfriede Walesca Tielsch (Hrsg. & Einführung): J. M. und der Ursprung des neuzeitlichen Liberalismus. Studienausgabe Gerstenberg, Hildesheim 1980, ISBN 3-8067-0819-3 (enthält: Areopagitica; Der Herrschaftsanspruch…; J. M.s Verteidigung des Volkes von England (= „Pro populo anglicano defensio“ 1651); Der gerade und leichte Weg zur Konstitution…; Von wahrer Religion, Ketzerei, Schisma, Toleranz (= „Of true religion…“ 1673). Ferner Liste: Die politisch-religiösen Hauptwerke (chronologisch, 4 S.); Lebenslauf (3 S.); Literatur (5 S.). Übers. Wilhelm Bernhardi 1874–1879 (mit Anm. des Übers.)).

Lyrik
- L’allegro (entstanden um 1632, Erstdruck 1645)
- Il penseroso (entstanden um 1632, Erstdruck 1645)
- Lycidas (entstanden 1637, Erstdruck 1645).

Dramen
- Comus (Uraufführung 1634)
- Samson Agonistes (1671; dt. Simson der Kämpfer)

Epen
- Paradise Lost (1667, endgültige Fassung 1674; dt. Das verlorene Paradies und andere Versionen)
  - Das verlorene Paradies Hrsg. & Übers. Hans Heinrich Meier. Reclam, Stuttgart 2008, ISBN 978-3-15-010670-9 (Anm. von Meier zur Erstübersetzung 1732, NZZ, 6. Dezember 2008)
- Paradise regained (1671; dt. Das wiedergewonnene Paradies)

Streitschriften
- Of Reformation in England (1641)
- The Doctrine and Discipline of Divorce (1643)
- Areopagitica. A Speech for the Liberty of Unlicensed Printing, to the Parlament of England (1644)
  - deutsch „Rede für die Freiheit der Presse“, u. a. in: Zur Verteidigung der Freiheit. Sozialphilosophische Traktate Übers. Klaus Udo Szudra. Reclam, Leipzig 1987, ISBN 3-379-00190-2, S. 7–66. Zeittafel, Nachwort des Übers., Anm., Bibliographie (auch allgemein zur Engl. Revol., darunter auch etliche Werke in russ. Sprache); Namens- und Sachregister. Ferner ist enthalten:
    - Der Anspruch von Königen und Oberen (The Tenure of Kings and Magistrates) 1649 (deutsch: auch in anderen Titelformulierungen)
    - Über die staatliche Gewalt in Kirchenangelegenheiten (A Treatise of Civil Power in Ecclesiastical Causes) 1659
    - Der gerade und leichte Weg zu einer freien Republik (The Ready & Easie Way to Establish a Free Commonwealth) 1660
- Of Education (1644; dt. Von der Erziehung)
- Pro populo anglicano defensio, 1651. deutsch: im Sammelband Tielsch 1980.